# Grb Katara
Grb Katara usvojen je 1978. Osnovu čine dva mača na žutoj podlozi. Između mačeva nalazi jedrenjak koji plovi na bijelim i plavim valovima pokraj otoka s dvjema palmama. Na vrhu grba nalazi se natpis na arapskom jeziku "Država Katar"

## Također pogledajte
- Zastava Katara